# روابط طبقاتی
روابط طبقاتی (آلمانی: Klassenverhältnisse) فیلمی از زوج کارگردانی استروب-هویه محصول سال ۱۹۸۴ است که بر پایهٔ رمان ناتمام کافکا به نام آمریکا ساخته شد. از بازیگران آن می‌توان به ماریو آدورف و لائورا بتی اشاره کرد.